# Ətcələr (Cəlilabad)
Ətcələr è un comune dell'Azerbaigian situato nel distretto di Cəlilabad. Conta una popolazione di 274 abitanti.